# 馬迪亞

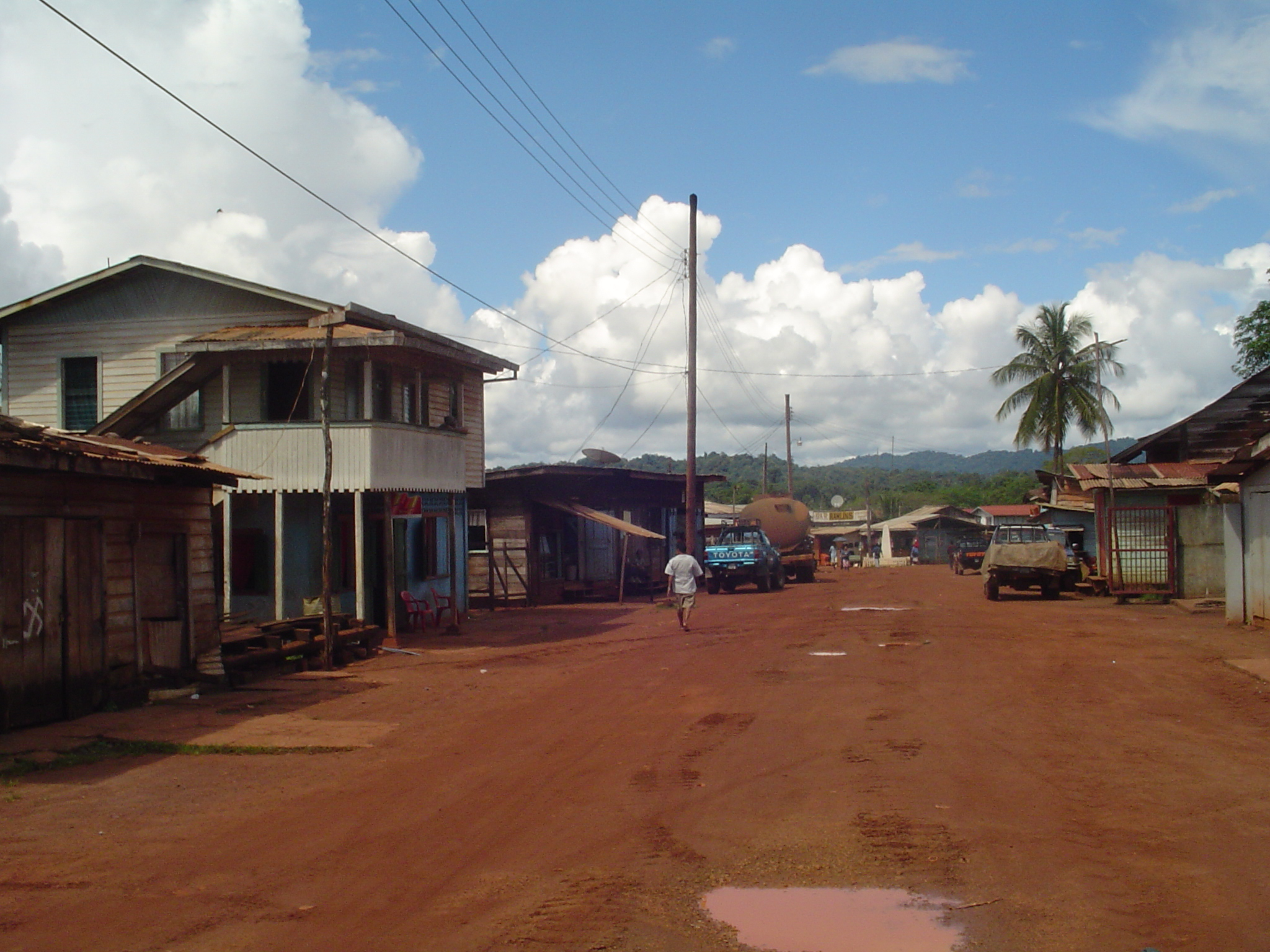

馬迪亞是圭亞那的城鎮，也是波塔羅-錫帕魯尼區的首府，位於該國中部，始建於1884年，海拔高度415米，主要經濟活動有開採黃金和鑽石，2002年人口1,617。